# A Hora
A Hora es una película brasileña, de Paulo Leão, creada en 2013, para la campaña nacional brasileña sobre el tema de la violencia doméstica.  

## Sinopsis
La película A Hora recrea una realidad cotidiana, donde una mujer es constantemente víctima de humillaciones por parte de su marido, hasta que, cansada de esta situación y temiendo un aumento del nivel de violencia, decide seguir nuevos caminos.
“ A Hora es ese momento en el que una mujer sufre una humillación en la relación, entra en acción y sale de casa... - Paulo Leão, Competidores del Premio Avon ”.

## Lanzamiento y carrera
Se estrenó en 2013, en la campaña Em Briga de Marido e Mulher Se Mete a Colher del Instituto Avon, donde fue nominada a Mejor Película por el Jurado y también como la Mejor Película por Voto Popular.  Posteriormente A Hora continuó mostrándose en plataformas de streaming. 

## Premios y nominaciones
| Año  | Premio      | Categoría                | Situación | Resultado |
| ---- | ----------- | ------------------------ | --------- | --------- |
| 2013 | Prêmio Avon | Mejor Película - Jurado  | Finalista | Nominado  |
| 2013 | Prêmio Avon | Mejor Director - Público | Finalista | Nominado  |